# Unione Calcio Montecchio Maggiore
'Unione Calcio Montecchio Maggiore, meglio nota come Montecchio Maggiore, è una società calcistica italiana con sede nella città di Montecchio Maggiore, in provincia di Vicenza. Milita in Serie D, la quarta divisione del campionato italiano. Nella stagione 2025-2026 militerà in Eccellenza.
Fondata nel 1923, adotta il rosso e il bianco come colori sociali.

## Storia
Nel campionato di Prima Divisione 1946-1947 la squadra si presenta in maglia granata e con il nome "U.S. Ceccato", visto che l'omonima azienda del paese ne sostiene l'attività. 
Nel campionato di 1950-1951, alla vigilia dell'ultima giornata Dueville e Ceccato sono appaiate a pari punti, ma il Ceccato perde 1-0 a Noventa con la Nova Gens mentre il Dueville batte in casa il Breganze 3-2 e guadagna la promozione. Il salto di categoria è però rimandato di un solo anno e vincendo il girone D 1951-1952 viene ammesso al nuovo campionato di Promozione dove disputerà due stagioni con buoni risultati, un quinto e un sesto posto. 
Nell'estate del 1988 la società viene rilevata dall'imprenditore Romano Aleardi, che opera la fusione con il San Vitale dando vita all'Unione Calcio Montecchio Maggiore.
Dopo diverse stagioni disputate nei campionati regionali, alla fine della stagione 1997-1998 il Montecchio Maggiore è promosso per la prima volta nel campionato di Serie D. Nella stagione 2002-2003 retrocede in Eccellenza ai play-out, perdendo il derby tutto vicentino con il Lonigo (2-1 e 0-0).
La stagione successiva, però, il Montecchio Maggiore viene subito riammesso. Al termine della stagione 2011-2012 retrocede in Eccellenza. Nel campionato 2014-2015 retrocede in Promozione per poi ritornare in Eccellenza nella stagione 2016-2017 vincendo il campionato.
La stagione sportiva 2020/2021 nel "mini campionato" di Eccellenza, partito ad aprile con 9 squadre, si conclude al quinto posto con 11 punti.
Il 30 gennaio 2022 il Montecchio Maggiore vince il titolo della "Coppa Italia di Eccellenza Veneto" sconfiggendo la formazione trevigiana del Portomansue' per 3 a 1 nel campo neutro di Dolo.
Il 19 giugno 2022 viene promossa in serie D dopo aver sconfitto il Giorgione (vittoria esterna 5-0 e pareggio 0-0 in casa) nella finale degli spareggi nazionali riservata alle seconde classificate nel campionato di eccellenza.
La stagione 2022-2023 vede l'avvicendamento di 3 allenatori: Simone Dal Degan, Mario Vittadello e Federico Coppola nelle ultime 9 gare.
Montecchio Maggiore che nella regular season si classifica al tredicesimo posto con 39 punti e deve disputare i play out.
Il 14 maggio 2023, allo stadio comunale "Gino Cosaro" di Montecchio Maggiore davanti a una cornice di pubblico da "sold out", nello spareggio playout, vince contro il Villafranca Veronese per 5 a 0 e ottiene la salvezza in Serie D.
La stagione sportiva 2023-2024 si conclude con il Montecchio Maggiore al quinto posto in classifica in coabitazione con Campodarsego e Este con 51 punti. Dopo tre stagioni in Serie D la formazione castellana retrocede in Eccellenza.

## Palmarès

### Competizioni regionali
- Eccellenza: 1

1997-1998 (girone A)
- Promozione: 2

1995-1996 (girone A), 2016-2017 (girone B)
- Prima Categoria: 2

1979-1980 (girone B), 1990-1991 (girone B)
- Seconda Categoria: 2

1966-1967 (girone C), 1978-1979 (girone D)
- Coppa Italia Dilettanti Veneto: 1

2021-2022

### Competizioni provinciali
- Terza Categoria: 1

1977-1978

## Statistiche e record

### Partecipazione ai campionati nazionali
| Livello | Categoria                       | Partecipazioni | Debutto   | Ultima stagione | Totale |
| ------- | ------------------------------- | -------------- | --------- | --------------- | ------ |
| 4º      | Serie D                         | 3              | 2022-2023 | 2024-2025       | 3      |
| 5º      | Campionato Nazionale Dilettanti | 1              | 1998-1999 | 1998-1999       | 14     |
| 5º      | Serie D                         | 13             | 1999-2000 | 2011-2012       | 14     |